# CoRoT-7 c
CoRoT-7 c, è un pianeta extrasolare che orbita intorno alla stella CoRoT-7, anche chiamata TYC 4799-1733-1, nella costellazione dell'Unicorno ad una distanza di circa 489 anni luce dalla Terra.

## Scoperta
Il pianeta è stato annunciato il 3 febbraio 2009 durante il primo simposio dedicato alla missione spaziale francese CoRoT. La scoperta è avvenuta in occasione della conferma della scoperta di CoRoT-7 b, a differenza del quale però la scoperta non è avvenuta per il transito ma con il metodo della velocità radiale della stella, di conseguenza al momento non sono conosciuti con certezza il raggio e la densità del pianeta.

## Caratteristiche fisiche
Con una massa stimata in 8,4 volte quella terrestre, il pianeta si pone nella categoria delle Super Terre, pianeti con caratteristiche a metà strada tra i pianeti terrestri e i giganti gassosi. Impiega 3,7 giorni a compiere un'orbita, quasi circolare, attorno alla stella, ad una distanza di circa 0,046 U.A., quasi 7 milioni di chilometri.